# Kerstin Thiele
Kerstin Thiele, född 26 augusti 1986 i Riesa, är en tysk idrottare som tävlar i judo. Hennes största merit hittills är en silvermedalj vid de olympiska sommarspelen 2012 i London.
Thiele deltar sedan 2005 vid junioreuropamästerskap och sedan 2008 vid europamästerskap för seniorer. Hon var den bästa tyska deltagaren vid en Grand Prix tävling som hölls före de olympiska sommarspelen 2012 och fick därför delta i London. Där vann hon oväntad silver i 70 kg klassen.